# PLaMo
PLaMo（プラモ）とは、Preferred Elements社が開発した大規模言語モデルを用いた対話型生成AIである。2024年8月7日にβ版 トライアルの提供が開始された。。自然言語処理だけでなく、マルチモーダル学習機能を持ち、センサー値や分子構造など、様々なデータを扱えるようにする目的で開発されている。

## 概要
日本の「ポスト5G情報通信システム基盤強化研究開発事業(ポスト5G情報通信システムの開発)」で実施されている「生成AI基盤モデル開発力向上プロジェクト(GENIAC)」(NEDOの助成事業)において、「PLaMo-100B」モデルが採用され、開発が進められている。「PLaMo Prime」を2024年12月に発売した。

## モデル

### PLaMo-13B
130億パラメータの事前学習済み大規模言語モデル（LLM）。

### PLaMo-100B
1000億パラメータのマルチモーダル基盤モデル。PLaMo β版 トライアルのベースとして利用されている。

### PLaMo Prime
PLaMo-100Bを基に開発された商用向けフラッグシップモデルで、2024年12月に提供が開始された。日本語性能を強化し、文章生成、要約、翻訳、テキスト分析などの自然言語処理タスクに対応する。コンテキスト長は従来の4倍となる約16,000トークンに拡大され、RAG（検索拡張生成）の精度も向上している。提供形態としては、Web APIを通じて外部アプリケーションから利用可能な「PLaMo API」と、対話型AIアシスタント「PLaMo Chat」があり、後者は期間限定で無料トライアルが実施された。

### PLaMo 2.0 Prime
2025年5月22日にリリースされた最新のフラッグシップ大規模言語モデル。GENIAC第2期プロジェクトの成果として開発され、日本語における生成性能と指示追従性能が大幅に向上したとされる。
パラメータ数は8Bおよび31Bの2系列があり、小型モデル（8B）は従来のPLaMo 100Bと同等、あるいは上回る日本語およびコード生成性能を達成している。大型モデル（31B）は、同クラスの他社モデル（Qwen 2.5 32B、Gemma 27B、Mistral Small 24Bなど）を上回る性能を示し、特に日本語生成能力を評価するpfgenベンチマークではGPT-4oに次ぐスコアを記録している。
技術面では、高品質な独自構築データセットの利用、新トークナイザによる日本語・英語でのトークン効率の向上、Self-attentionの代替として一部層にMambaを導入することでKVキャッシュの削減、さらに事後学習プロセスの改善などが実施された。これらの技術により、従来モデルと比べて生成速度は約2倍（35文字/秒→76文字/秒）となり、利用コストも大幅に低減。APIの価格は従来比1/4以下となる1Mトークンあたり入力60円、出力250円に設定された。